# Colin Hart
Colin Hart (* 6. April 1935 in West Ham in London; † 21. oder 22. März 2025) war ist ein britischer Sportjournalist und Boxsportexperte und galt als einer der bedeutenden britischen Boxsportkommentatoren. Er war bei zahlreichen WM-Kämpfen eingesetzt.

## Werdegang
Colin Hart entwickelte in jungen Jahren eine große Leidenschaft für das Boxen, nachdem er von seinen Brüdern und seinem Vater Geschichten über die legendären Kämpfer Ted „Kid“ Lewis und Jackie „Kid“ Berg gehört hatte.
Nach zwei Jahren Militärdienst begann er 1958 seine journalistische Karriere beim Daily Herald als Nachrichtenreporter. 1962 wechselte er in die Sportabteilung und fand ab 1964 beim Boxsport seine Passion. 1969, als sich The Sun in der Boulevardpresse neu formierte, wurde Hart offizieller Boxkorrespondent. Sein erster Auftrag führte ihn nach Amerika zum „Kampf des Jahrhunderts“ von Muhammad Ali gegen Joe Frazier am 8. März 1971 im Madison Square Garden. Im Laufe seiner fast 50-jährigen Karriere kommentierte Hart Boxkämpfe in der ganzen Welt. Darunter waren so legendäre Kämpfe wie Foreman vs. Norton, Ali vs. Foreman, Ali vs. Frazier, Leonard vs. Hearns und Kämpfe mit Ken Buchanan, Joe Calzaghe, Lennox Lewis und Ricky Hatton. Nach 31 Jahren ging er im Jahr 2000 in den Ruhestand, kehrte jedoch zurück, um als Boxkolumnist von The Sun zu schreiben.
Bekannt als The Voice of Boxing hat Hart als erster britischer Schriftsteller den renommierten Nat-Fleischer-Preis für „Excellence In Boxing Journalism“ der BWAA (2011) gewonnen.

## Auszeichnungen
- 2011 Nat Fleischer Award
- 2013 Aufnahme in die Boxing Hall of Fame